# Monterotondo
Monterotondo è un comune italiano di 41 066 abitanti della città metropolitana di Roma nel Lazio. È tra le città decorate con la medaglia d'argento al Valor Militare, per l'eroica resistenza della sua popolazione durante la seconda guerra mondiale. Sorge lungo il percorso di due delle più antiche vie consolari del Lazio, la Nomentana e la Salaria.

## Geografia fisica

### Territorio
Monterotondo oggi è un paese di medie dimensioni, in costante espansione. Poggiato su un colle, a 165 m sul livello del mare, che domina la Valle del Tevere, gode di un clima favorevole per la coltivazione di vigneti lungo i pendii delle colline che producono eccellenti vini.
Poco distante dal centro abitato si estende la campagna eretina che forma una sorta di fascia verde intorno alla città. Questa è formata dalla Macchia del Barco e la Macchia della Gattaceca, dalla campagna di Tor Mancina e da quella di Valle Ricca che, in precedenza, hanno rappresentato un'adeguata e redditizia fonte di sostentamento per la popolazione contadina.

## Storia

### Origini ed Età Romana
La città, secondo alcune correnti antichistiche sviluppatesi soprattutto nei secoli passati ma di cui una notevole eco si ascolta ancora oggi, avrebbe raccolto l'eredità dell'antica città stato sabina di Eretum, i cui resti si troverebbero, secondo altre fonti, poco più a nord del confine monterotondese con Montelibretti, lungo il corso del fiume Tevere la cui storia risale tanto indietro quanto quella di Roma stessa
Di Eretum non resta però alcuna identificabile rovina. Gli storici antichi, da Strabone a Plinio a Tito Livio, concordano nell'indicarne il sito al XVIII miglio della via Salaria dove l'antico tracciato della consolare si incrociava con quello della via Nomentana.
Citata nell'Eneide di Virgilio tra le città latine che presero le armi contro Enea, Eretum è ricordata dagli storici antichi soprattutto come teatro delle lotte tra Romani e Sabini in età monarchica. Battaglie presso Eretum si combatterono secondo lo storico Dionisio, sotto i regni di Tullo Ostilio e di Tarquinio il Superbo e poi ancora nella prima età repubblicana. Tito Livio racconta che nella sua spedizione contro Roma vi passò anche Annibale, ma è certo che dopo la sottomissione delle città stato sabine a Roma (290 a.C.), l'importanza della città andò scemando.

### Medioevo e Rinascimento
L'area dell'attuale città, che non insiste sul sito sabino della citata Eretum, venne però abitato in modo più massiccio a partire dai secoli X-XI, quando si originò l'abitato medievale.
Monterotondo, per la sua ubicazione presso la via Salaria, fu per molto tempo un punto strategico, nonché importante baluardo per la difesa di Roma. Il centro abitato, come lo intendiamo oggi, nacque piuttosto tardi rispetto agli altri centri sabini circostanti.
Viene infatti citato per la prima volta in una bolla papale dell'XI secolo, nella quale si faceva riferimento ad un possesso dei monaci di San Paolo di un Campum Rotundum nei pressi di Grotta Marozza. Il possedimento fu successivamente chiamato Monte Ereto, quindi Mons Teres che, volgarizzato, vale come Monte Ritondo, nome che diventa di uso comune dal 1300.
Tale monte, intorno all'anno 1100, fu ceduto in affitto alla famiglia dei Capocci e (*) successivamente nel XII secolo fu ceduta agli Orsini, i quali mantennero il potere fino al XVII secolo. Durante la Signoria di questa famiglia, il nome di Monterotondo ricorse spesso nelle vicende di Roma e dell'Italia, sopportando varie e terribili vicende.
Nel 1432 fu conquistata per un breve periodo da Niccolò Fortebraccio, con l'aiuto della famiglia Colonna e fu teatro di gravi distruzioni durante la guerra tra il papa Innocenzo VIII ed il Re di Napoli, col quale gli Orsini si erano schierati (1484-1492). Quando poi salì al soglio pontificio lo spietato Alessandro VI Borgia, questi, nel tentativo di annientare la potenza degli Orsini, fece avvelenare, dopo averlo imprigionato, il cardinale Battista Orsini di Monterotondo, ed impose nel 1503 la distruzione delle mura della cittadina.
Il momento più glorioso per il ramo eretino della famiglia Orsini fu quando Clarice Orsini andò in sposa, nel 1468, a Lorenzo il Magnifico, uno dei massimi esponenti del Rinascimento italiano. Importante è lo statuto comunale redatto da Francesco e Raimondo Orsini nel 1579 che prevedeva una notevole autonomia nella gestione della comunità: questa faceva capo a quattro Priori eletti per la durata di sei mesi. Il loro operato amministrativo veniva poi controllato allo scadere del mandato da due revisori che dovevano verificarne la correttezza. Per le decisioni più importanti si consultava un Pubblico Consiglio composto da un rappresentante per ogni famiglia: e questo a sua volta esprimeva dal suo seno un organo più ristretto di soli quaranta elementi chiamato appunto Consiglio dei Quaranta.

### XVII secolo
Per motivi finanziari, nel 1626 gli Orsini cedettero il feudo ai Barberini, i quali cercarono di rendere tale feudo più attivo nonché rigoglioso economicamente. L'acquisto venne solennizzato con una visita in gran pompa di Urbano VIII, accolto dai cittadini in festa, e con l'elevazione di Monterotondo a Ducato, concessa dal Papa nel 1627. Sotto la nuova signoria il palazzo fu ristrutturato ed arricchito di affreschi e stucchi. Nel 1639 venne edificato il Duomo, che divenne cattedrale del vescovo di Sabina. L'abitato fu cinto di mura e reso accessibile da tre porte: la Romana, ancora esistente nel rione San Rocco, la canonica a lato del Duomo e la Ducale nei pressi del giardino del Cigno. Porta Ducale e Porta Canonica sono ora scomparse.
È interessante notare come la società del centro abitato fosse condizionata dalle attività economiche che vi si svolgevano, prima tra tutte quella estrattiva di scaglia e travertino. Le cave, concentrate nelle località di Monte Le Pietre e Pietrara, vennero gestite principalmente da cavatori lombardi e ticinesi, i quali avevano in appalto il rifornimento del travertino per la Fabbrica di San Pietro a Roma.

### XVIII secolo
Nel 1701 diventarono signori di Monterotondo i Grillo di Genova che eseguirono nuovi restauri a palazzo, arricchirono il Duomo e costruirono il ponte sul fiume Tevere, lo stesso che ancora oggi è chiamato Ponte del Grillo.
Monterotondo godette di un lungo periodo di tranquillità, fino all'arrivo delle truppe francesi del generale Pierre Domonique Garnier, venute a Roma per innalzare la bandiera della democrazia. Costoro cinsero d'assedio la città, ma dopo pochi giorni dovettero rinunciare non solo a Monterotondo, ma anche a Roma, in quanto furono respinti dall'esercito napoletano (30 settembre 1799). In seguito il paese passò dalla famiglia Grillo al Principe di Piombino nel 1815, tornando così a godere di una relativa pace.

### XIX secolo
Nel 1815 fu più volte occupata dagli eserciti di Gioacchino Murat, che per la prima volta inalberava il vessillo della liberazione d'Italia. Nel marzo del 1821 subì il passaggio delle truppe austriache, venute per ricacciare nel Regno l'esercito napoletano. Nell'anno 1845 il cardinal Luigi Lambruschini, vescovo della diocesi suburbicaria di Sabina, venuto a Monterotondo per consacrare solennemente la basilica collegiale di Santa Maria Maddalena, restaurata ed abbellita da don Antonio Boncompagni Ludovisi, annunciò la visita del pontefice Gregorio XVI per il giorno 6 ottobre dello stesso anno. La visita fu festeggiata con grande pompa e il priore Nicola Fanucci, di fronte alla porta del municipio, consegnò le chiavi d'oro del Comune al papa. I festeggiamenti si protrassero fino a tarda sera e papa Gregorio XVI rimase così colpito dall'affetto mostratogli dai monterotondesi e dalle bellezze naturali del territorio, che il 22 novembre dello stesso anno conferì al comune il titolo di Città, con le inerenti prerogative. Prima di Gregorio XVI anche Urbano VIII fu accolto dai Barberini suoi consanguinei, ma non sembra che concedesse qualcosa di speciale, nonostante le accoglienze calorose anche a lui riservate. In quell'epoca Monterotondo era considerata una delle maggiori città della Sabina: in un libro del tempo fu infatti definita "la Parigi della Sabina".
Fu testimone, nel 1867, della Campagna dell'Agro Romano per la liberazione di Roma. Il 26 ottobre, al termine dell'omonima battaglia, Giuseppe Garibaldi vi entrò con i suoi volontari bruciando Porta Romana, oggi Porta Garibaldi. A preparare un carretto con zolfo e altre materie incendiarie fu Pasquale Baiocchi, nativo di Città Sant'Angelo e titolare con il padre di una fabbrica di fuochi artificiali nel suo paese. Tra i giovani al seguito dell'Eroe dei Due Mondi si trovavano anche i fratelli Cairoli, Jessie White Mario, la Contessa Blawaski, russa, Giuseppe Pollini, 16 anni, di Rovereto, Fabio, Mario, Ettore, Alessandro e Raffaello Giovagnoli, dallo stesso Garibaldi chiamati "I Cairoli del Lazio", originari proprio di Monterotondo. Oggetti e documenti a loro appartenuti sono nel Museo nazionale della Campagna dell'Agro Romano per la liberazione di Roma in Mentana.
Cimeli della Campagna del 1867 riferiti a Monterotondo come il catenaccio di Porta Garibaldi (ogni parte è autenticata da sigillo a piombo del Comune di Monterotondo) sono nel MuGa (Museo Garibaldino Mentana - direttore dr. Balducci). Attigua al MuGa l'Ara-Ossario dei Volontari caduti nella Campagna del 1867(www.mugamentana.it).

### XX secolo
Il 20 agosto 1924 (4 giorni dopo il ritrovamento della salma in un bosco di Riano), partiva dalla stazione di Monterotondo il treno che avrebbe riportato a Fratta Polesine la bara con Giacomo Matteotti. Migliaia di lavoratori, operai e contadini dello Scalo, assiepati ai margini della ferrovia, resero omaggio in silenzio alla salma del deputato socialista barbaramente ucciso da squadristi legati al fascismo il 10 giugno dello stesso anno. 

Monterotondo nel 1940

Nel 1943 Palazzo Orsini Barberini fu sede per alcuni mesi dello Stato Maggiore del Regio Esercito Italiano. Il 9 settembre 1943, a seguito dell'armistizio con gli angloamericani, i tedeschi con un lancio di 800 paracadutisti provenienti da Foggia, guidati dal Maggiore Walter Gericke ne tentarono la cattura. La sede fu contesa strenuamente dai reparti italiani dell'esercito (tra questi la "Piave" e la "Re"), dei carabinieri ed anche da cittadini armati, e costò ai tedeschi la perdita di 300 paracadutisti, di cui 48 caduti, mentre gli italiani ebbero 125 caduti e 145 feriti, tra i quali 14 carabinieri.. A seguito di questi fatti furono concesse decorazioni a Vittorio Premoli del 57º Reggimento Fanteria "Piave" (Medaglia d'Oro al Valor Militare), al Carabiniere Giuseppe Cannata, che dopo strenua difesa di un posto di blocco venne colpito a morte (Medaglia d'Argento al Valor Militare), a Dario Ortenzi (detto Garibaldi) che ha combattuto contro i tedeschi all'età di sedici anni (Medaglia d'Argento al Valor Militare), al Tenente dei Carabinieri Raffaele Vessichelli, comandante di gruppo autonomo mobilitato con il compito di difesa e sicurezza del Palazzo Orsini Barberini (Medaglia di Bronzo al Valor Militare), al carabiniere Cesare Tassetto (Distintivo d'onore ferito in guerra). Episodi eroici di lotta partigiana seguirono nel 1944 con il sacrificio di Edmondo Riva (Medaglia d'Oro al Valor Militare). Un cippo dedicato alla memoria dei caduti militari fu eretto 60 anni dopo la battaglia nel "giardino della passeggiata". Nel 2008 il Comune (decorato di Medaglia d'Argento al Valor Militare) ha concesso la cittadinanza onoraria a Paolo Sabetta, l'uomo che come responsabile della Tenuta Zootecnica di Tor Mancina salvò nel 1943/44 decine di giovani dalla deportazione in Germania; Sabbetta è stato definito dalla stampa nazionale come "il Perlasca di Monterotondo" e "il Perlasca foggiano", durante i suoi ultimi anni di vita aveva allestito un museo presso la propria abitazione a Foggia, ove viveva circondato di cimeli storici.

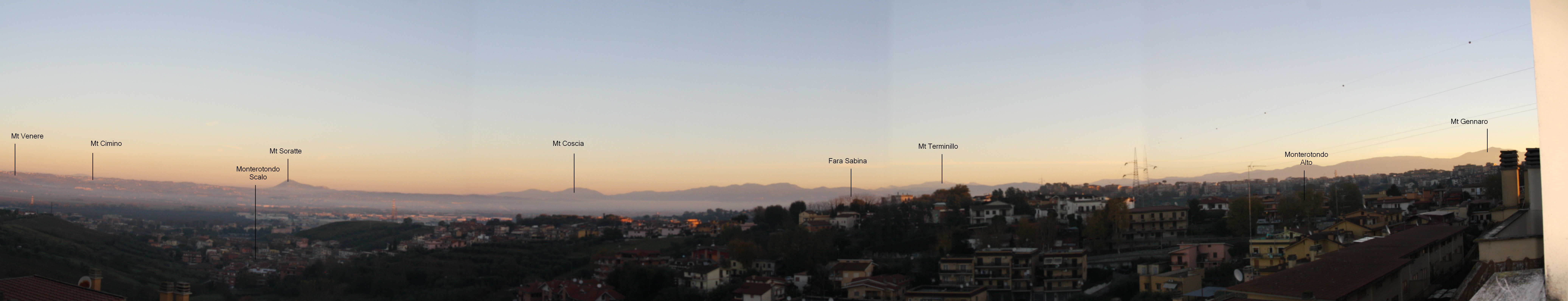
La valle del Tevere vista da Monterotondo (≈ 5°).

Il 5 gennaio 1959, per dissesti del sottosuolo, un palazzo di via Oberdan crollò rovinosamente, creando al centro del vecchio borgo un ampio slargo che venne ridenominato "Lo Sbracato".

### Simboli
Lo stemma e il gonfalone di Monterotondo sono stati concessi con decreto del presidente della Repubblica del 21 marzo 1997.
Il gonfalone è un drappo troncato di azzurro e di giallo.

### Onorificenze
La città di Monterotondo è tra le città decorate al valor militare per la guerra di liberazione, insignita il 19 giugno 1978 della medaglia d'argento al valor militare per i sacrifici delle sue popolazioni e per l'attività nella lotta partigiana durante la seconda guerra mondiale:

## Monumenti e luoghi d'interesse

### Architetture religiose

#### Basilica di Santa Maria Maddalena

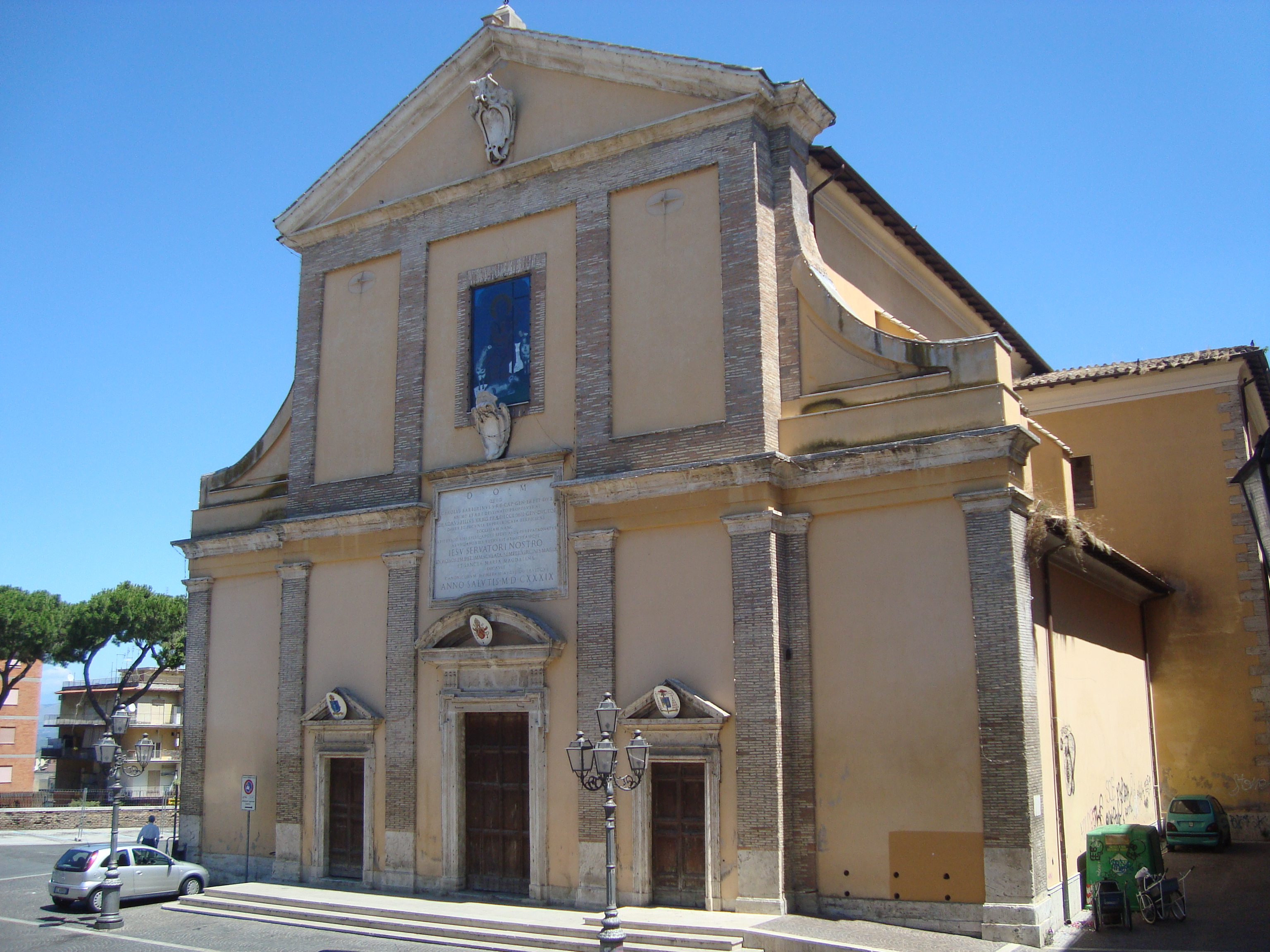
La basilica di Santa Maria Maddalena

Nel 1621 il Consiglio dei Quaranta approvò la decisione di costruire una nuova chiesa parrocchiale in luogo di quella piccola consacrata circa cinque secoli prima, diventata insufficiente ad accogliere l'aumenta popolazione di Monterotondo. Poco dopo, con l'acquisizione del feudo, i Barberini furono costretti ad affrontare la decisione dei Quaranta e a soddisfarla. Dopo aver piantato simbolicamente una croce (1629) nel luogo dove sarebbe sorta la nuova chiesa, i lavori cominciarono ufficialmente nel 1630. Subentrarono tuttavia difficoltà economiche perché, oltre alla nuova chiesa, i Barberini dovettero ampliare la cinta muraria del paese per inglobare l'erigendo Duomo, e l'abitato di recente costruzione (il "Borgo"), entro uno spazio strategicamente difendibile. Di conseguenza la chiesa sorse con una facciata disadorna e con un interno decisamente spoglio. Nel 1641 papa Urbano VIII visitò il Duomo al quale fece dono di preziosi paramenti sacri e di un "campanone" di undici quintali.
Nel 1699 divennero signori di Monterotondo i Grillo di Genova che adornarono la chiesa con nuovi stucchi e affreschi lasciando il compito di portare a termine le decorazioni ai Boncompagni. Il Duomo, per l'attivo interessamento del cardinal Luigi Lambruschini, vescovo di Sabina, accolse nel 1845 il nuovo papa Gregorio XVI, che elevò la chiesa a basilica minore. Il Duomo è concepito secondo la concezione planimetrica del Vignola. Non ci sono, pertanto, navate laterali, ma un'unica navata rettangolare, un ampio transetto e l'abside. Per sostenere l'ampiezza della copertura si provvide a munire i due lati più lunghi di ben articolate cappelle, ognuna con un proprio altare. Sopra i cornicioni che sovrastano le cappelle, si aprono gli strombi di sei grandi finestre. Il grande affresco della volta è un magnifico inno alla Madonna alla quale il Tempio è dedicato. È un'opera di buona fattura con un buon equilibrio di fattura, nonostante l'abbondanza barocca della concezione pittorica anche nei più modesti particolari. L'affresco sembra che si possa attribuire a Domenico Pistrini. Nel Duomo ci sono altri affreschi di buona fattura e poi tele, statue, sarcofagi e lapidi.
La bella tela che occupa la cappella detta "delle Anime del Purgatorio", viene attribuita allo Zampa, della scuola del Domenichino. Diverse reliquie di Martiri e Santi sono conservati nella Basilica. All'interno del sarcofago, datato al II secolo d.C., che funge da altare maggiore sono conservati i corpi dei martiri Sisto e Bonifacio. Nella cappella "delle reliquie", dentro l'urna sotto l'altare, ci sono le reliquie dei martiri Balbina, Teodora, Emilia e Placido.
Nella cappella detta "della Madonna" troneggia una statua lignea rappresentante la Vergine con il Bambino, di antica fattura, considerata da alcuni una copia del lavoro del Sansovino. Era detta "Maria Vergine della Purità". Al di sotto della statua, in un tabernacolo di legno, c'è un simulacro della vergine e martire santa Silvana contenente le reliquie della Santa. Molto bella ed insolita è la sistemazione della cantoria, che occupa tutta la parete subito dopo l'ingresso principale. Un gioco sapiente di lunette affrescate, di stucchi discreti e di agili spazi movimentati, fanno da cornice alle canne dell'organo, recentemente restaurato grazie alla generosità dei monterotondesi, dalla restauratrice di beni culturali Maria Pia Rubolino.

#### Convento dei Frati minori Cappuccini di Monterotondo
La chiesa dei Cappuccini o di San Francesco D'Assisi è sita in piazza San Francesco d'Assisi, nel Rione dei Cappuccini. La facciata è in stile romanico barocco, l'interno è ad unica navata con cappelle laterali sul lato destro che contengono delle statue di santi. L'altare è in marmi policromi.
Annessi alla chiesa sono il convento ed il giardino dei Cappuccini. Il giardino è uno dei pochi polmoni verdi nell'interno del città di Monterotondo se si escludono il giardino antistante il palazzo comunale ed il giardino della passeggiata dedicato ai caduti garibaldini ed ai militari morti nella tragica battaglia di Monterotondo del 9 e 10 settembre 1943, e la più grande, nelle campagne intorno a Monterotondo, Macchia del Barco e la Macchia della Gattaceca.
I frati Cappuccini erano stati approvati dal Papa Clemente VII Medici a Viterbo nel 1528. Appaiono nei documenti di Monterotondo una trentina di anni dopo, il 27 novembre 1542, quando un certo Evangelista, vende agli Orsini una vigna in contrada san Salvatore per uso dei cappuccini. II convento primitivo fu una piccola abitazione, costruita quasi di fronte al vecchio ospedale, nei pressi del Casale San Matteo. Nel 1605 fu approvata la costruzione del nuovo convento in contrada San Restituto; nel 1609 la Comunità di Monterotondo comprò il terreno e iniziò la costruzione, affidata al Maestro milanese Antonio Del Grande. Il Comune e la gente di Monterotondo hanno sempre seguito con molta partecipazione le vicende di questo luogo: ne hanno completato la costruzione, curato i restauri, favorito la permanenza dei cappuccini nel convento, anche durante la soppressione degli Ordini religiosi voluta prima da Napoleone e poi dallo Stato italiano. Qui visse ed operò miracoli san Crispino da Viterbo dal 1703 al 1709. Esiste ancora il pozzo di acqua sorgiva che serviva al santo fraticello per innaffiare l'orto, situato a nord del convento. Garibaldi fece del convento il suo punto di riferimento sia nel 1849 sia nel 1867: a quest'ultima data risale la scheggiatura del portale della chiesa, provocata da una cannonata sparata dal palazzo Piombino dai papalini contro i garibaldini accampati in convento.
Nell'antico refettorio si conserva la lapide che vi fu posta in occasione del passaggio di Pio IX il 6 ottobre 1853: si fermò a pranzo con i cappuccini, i quali in quella circostanza piantarono il grande pino che recentemente è stato abbattuto da un fulmine e sostituito con uno nuovo. Qui i cappuccini del Lazio, nel 1884, aprirono il primo Seminario Serafico, che vi fu riportato nel 1946; nel 1934 vi fu istituito il corso di filosofia e nel 1938 quello di teologia. Il 4 settembre 1940, il capo del governo Benito Mussolini venne ad ispezionare lo stato maggiore e i soldati accampati nel bosco. Nel 1944 arrivano le truppe tedesche in ritirata e poi molti rifugiati politici dell'una parte e dell'altra, mescolati mimeticamente ai cappuccini. In questo momento difficile per tutti, i cappuccini s'industriano per salvare vite umane, per provvedere cibo e vestiario, s'improvvisano falegnami per costruire bare e seppellire i morti che raccolgono tra le macerie di Monterotondo e della vicina Mentana. Uno di loro, fr. Bernardino da Castel di Tora, fu ucciso dai paracadutisti tedeschi mentre coltivava l'orto del convento, che venne saccheggiato e devastato. Nel periodo della ricostruzione, i Cappuccini procurarono e distribuirono tutto quello che potevano. Impiantarono cantieri di lavoro, colonie elioterapiche, pranzi per i poveri, centri ricreativi. Attualmente riprendono cura, come sempre, dell'assistenza spirituale dei malati e dei sofferenti sia nell'ospedale cittadino che nelle famiglie, è fiorente l'Ordine francescano secolare e la Gioventù francescana. Con varie iniziative e collaborando attivamente con i parroci, favoriscono con umiltà e semplicità la crescita umana e spirituale della popolazione.
La piccola chiesa è frequentatissima. Vi si conservano tele del secolo XVII (pala dell'altare maggiore e del coro) e del secolo XVI (Santa Lucia e Sant'Agata nel coro). Il paliotto dell'altare in mosaico con retro in graffito e nella cappella centrale a sinistra il logo del IV centenario raffigurante San Francesco. Alle spalle della chiesa nel giardino vicino al pergolato, scultura di San Francesco in marmo statuario, realizzata dallo scultore Frate cappuccino Remo Rapone. Suggestivo il piccolo chiostro con al centro la cisterna, che con l'acqua piovana, raccolta dai tetti e sapientemente filtrata, ha dissetato - oltre che i frati - il Paese in tempi difficili. Tradizionale la passione della vigna tramandata nei secoli da generazioni di frati viticoltori, oggi curata nei minimi particolari dal Padre Guardiano Enrico D'Artibale da Monterotondo, trova nel nettare sia bianco che rosso, la massima espressione grazie alle tecniche di lavorazione gelosamente custodite e tramandate dai frati. Il bosco è stato conservato con cura attraverso i secoli, con l'amore per la natura, caratteristico dei francescani, perché riconcilia con Dio e con gli uomini. Anche la popolazione, da sempre, è stata gelosa custode di questa rara oasi di verde, di serenità e di pace.

#### Chiesa della Madonna delle Grazie
La chiesa della Madonna delle Grazie è sita nella piazza omonima del quartiere "Santa Maria". Tra quelle esistenti a Monterotondo è di certo la più antica, anche se non si sa l'anno preciso di edificazione. Dovrà passare molto tempo prima che su commissione di Giacomo Orsini gli si annettesse, nel 1448, il vicino monastero abbattuto poi nel 1932 per fare posto alla sede Monterotondese dell'Onmi. La chiesa presenta un impianto ad unica navata, coperta a volta e con quattro cappelle su ogni lato, comunicanti tra loro e ben decorate.
Sull'arco romanico, nell'ultima cappella a sinistra, c'è uno stemma degli Orsini che per la prima volta, sembra, sostituisce alla stella a sei punte la più nota rosa canina. La chiesa conserva alcune tele di buona fattura tra le quali spiccano una Sacra Famiglia del Savonnanzi, una pala d'altare di gusto caravaggesco e il dipinto di una Madonna con Bambino al quale si attribuisce la stessa età della chiesa. La facciata è in stile romanico ma con successivi rimaneggiamenti. In essa si conserva uno dei più interessanti monumenti funebri del Quattrocento laziale. In un'edicola a parete, sopra un sarcofago, è collocato il rilievo equestre di Giordano Orsini. Nella lunetta che sovrasta il monumento si può ammirare una Madonna con Bambino ed angeli oranti, che ricorda vagamente le opere del Verrocchio. Nei primi anni dopo il 2000 la chiesa è stata restaurata per i danni dovuti all'ultimo grande terremoto dell'Umbria.

#### Chiesa di San Rocco
All'origine fu una semplice cappella. Già dal '500 si conservava all'interno una sacra immagine della Vergine la quale, a detta degli antichi abitanti del posto, collocata fuori dalla mura del paese, a breve distanza dalla porta principale, pare ivi posta a custodia e a baluardo del medesimo contro ogni pubblico e privato infortunio. In realtà invocata dagli abitanti del Borgo, cominciò ben presto a far "piovere" su di loro un diluvio di grazie e di benedizioni, tanto che tutti unanimi convennero di chiamarla con l'espressivo nome di: Maria Santissima del Diluvio delle Grazie.
Ma essendo il luogo angusto e non in condizioni di ospitare i tanti pellegrini che da ogni parte del Lazio venivano a fare visita alla miracolosa immagine. Venne ampliata grazie alla volenterosa opera degli operai della cava "la Fonte". Nacque così la chiesa di San Rocco. L'edificio non presenta niente di notevole. Entrando si nota subito la freddezza asettica del posto, che però viene presto mitigata fino a scomparire dalla vista della tela posta sopra l'altare, dove troneggia l'immagine della Madonna del Diluvio. Non si tratta di un'opera di gran pregio, tuttavia il quadro è ben eseguito e l'autore ignoto. Le corone d'oro, poste sopra il capo della Madonna e del Bambino, furono trafugate da ladri garibaldini mai identificati nella Campagna del 1867. Furono gli stessi monterotondesi, con personali donazioni, a dotare di nuove corone l'immagine della Madonna.
Narra Monsignor Giovannetti di un miracoloso episodio avvenuto nel 1656, durante una famosa epidemia di peste. A Roma, la morte nera fece più di 22.000 morti e nello stato ecclesiastico furono più di 160.000. Solo Monterotondo, fra tutti i paesi vicini, scampò al flagello che infierì particolarmente nella vicinissima Mentana. Si racconta che padre Giuseppe Gessi da Borghetto, religioso dei Frati Minori Conventuali, nel convento della Santissima Concezione in Monterotondo, ebbe una visione soprannaturale nella quale vide un'ombra a cavallo che di gran carriera veniva verso la città dalla parte di Mentana con un flagello in mano per percuotere, mentre la Beata Vergine con il suo Divin Figliuolo ed assistita da San Rocco, le proibiva l'ingresso al paese, facendola tornare sui suoi passi. Gli abitanti del Borgo furono così salvi per intercessione della Madonna.

#### Altre
- Chiesa della Madonna di Loreto - Costruita nell'Ottocento, e proprietà della Confraternita del Gonfalone, è stata recentemente restaurata (2008).
- Chiesa di Gesù Operaio. Sita nel Rione Spineti, all'interno è conservata una pietra del Gran Sasso. È stata recentemente restaurata ed ampliata (2010).
- Chiesa della Vergine SS.ma del Carmine. Sita nel Rione Monterotondo Scalo, all'interno è collocato un organo Fratelli Ruffatti degli anni '50.
- Chiesa di San Nicola e Vecchio Ospedale - Il complesso dell'ex Ospedale, voluto e fatto costruire da Arcangelo Federici, ricco possidente e benefattore eretino al quale è dedicata l'adiacente via, è sito in piazza Don Minzoni. Questo palazzo era sede dell'ospedale di Monterotondo fino agli anni '30 del Novecento ma ora ospita la biblioteca comunale, con annessi il centro culturale Paolo Angelani e il Museo Archeologico territoriale comunale. Una targa marmorea ricorda il ruolo del complesso nell'Ottocento. All'esterno vi è la chiesa di San Nicola, ora sconsacrata, dove furono ritrovati i resti mortali del suo fondatore Arcangelo Federici, che ora si trovano indegnamente dimenticati in un loculo senza nome del vecchio cimitero.

### Architetture civili
Palazzo Orsini-Barberini

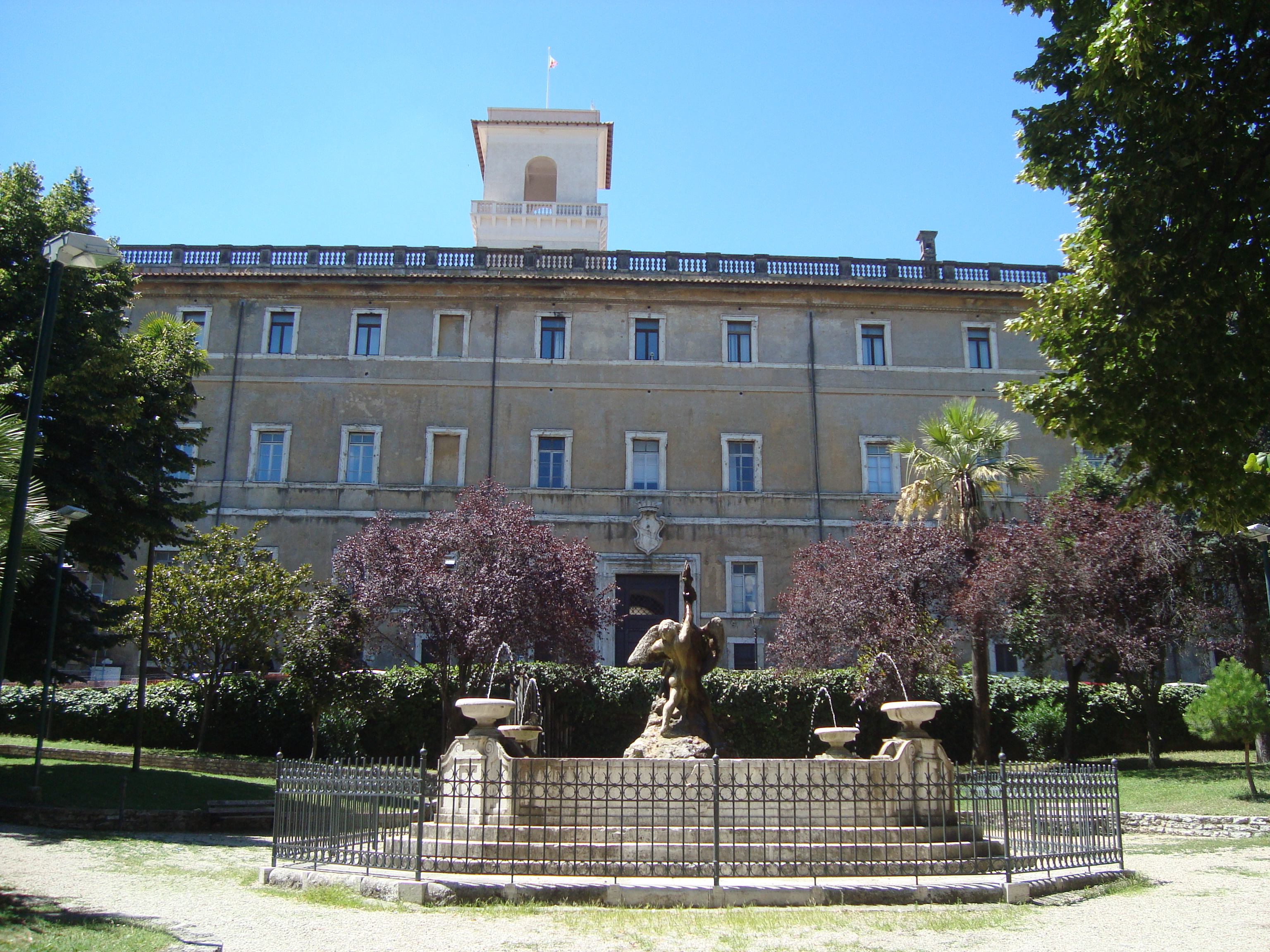
Il palazzo Orsini

Il palazzo baronale che ospita il comune e vari uffici comunali, nonché l'ufficio dei vigili, ha, negli uffici consiliari degli affreschi del palermitano Giacinto Calandrucci (1655-1707), del fiammingo Paul Bril che ha anche affrescato una sala da pranzo di papa Paolo V, e di Girolamo Sciolante (o Siciolante) da Sermoneta (1521-1575) che ha affrescato anche il Castello Caetani di Sermoneta e dipinto una pala d'altare di Bologna.
Il palazzo, nel medioevo, fu proprietà degli Orsini, dei Barberini, dei Grillo e dei Boncompagni-Ludovisi. La torre, che domina l'intera Valle del Tevere, non è l'originale. È stata infatti ricostruita a seguito del devastante terremoto del 1915 di Avezzano, in cui andò distrutta l'originale. Il 1º novembre 1867 ospitò Giuseppe Garibaldi ed il suo stato maggiore trasferiti da casa Frosi ospiti di Ignazio Boncompagni. Il Principe di Venosa e senatore del Regno indossava la camicia rossa indossata nel 1867. All'interno, nel cortile del palazzo v'è un'importante vera di cisterna in marmo, di scuola romana del XVI secolo con stemma di papa Leone X.
Nel cortile esterno ci sono il Giardino del Cigno, e vari monumenti come quello ai caduti della Marina Militare e l'ara ossario per i caduti della Grande Guerra, con il Parco della Rimembranza, recentemente risistemato. Il Cippo-Ossario garibaldino è nel parco della "Passeggiata" con accanto il busto di Raffaello Giovagnoli.
Porta Garibaldi

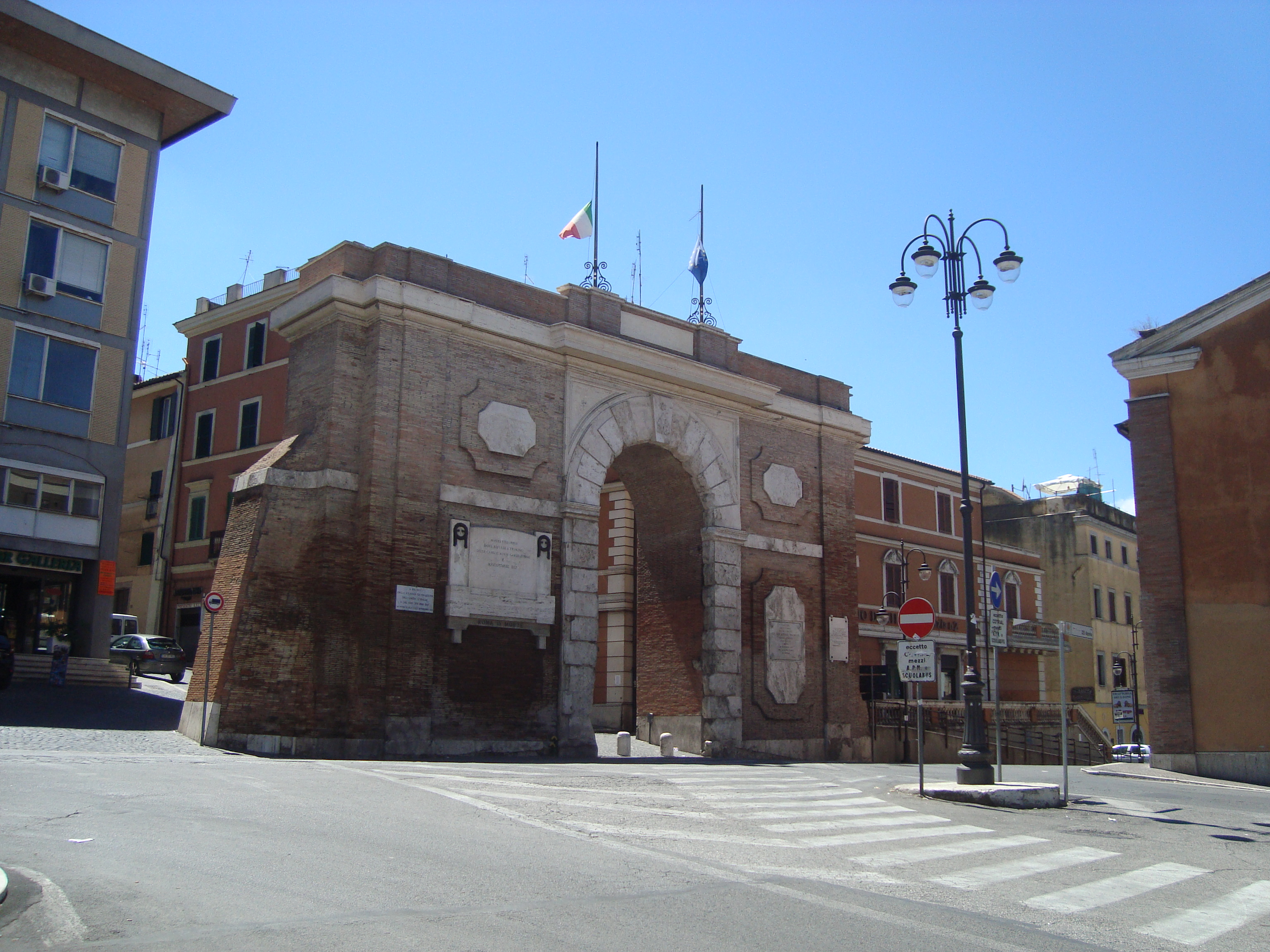
La porta Garibaldi

Nei pressi della chiesa di San Rocco si trova la Porta Garibaldi, recentemente restaurata. Progettata dall'architetto romano Frontoni nel 1722, fu ultimata nel 1751. Faceva parte delle mura che cingevano gran parte della città. È l'ultima delle quattro porte d'accesso al centro storico rimasta e sostituisce Porta Romana Vecchia, che anticamente era sita nei pressi dell'odierna piazza del Popolo. Tale porta, Monumento Nazionale chiamata Porta Romana prima del 1870, prende il nome dalla conquista della città da parte di Garibaldi il 26 ottobre 1867. Per poter entrare in città, provenendo dalla Valle del Tevere, Garibaldi dovette bruciare la porta che chiudeva l'accesso al centro. In stile romanico-pseudorurale consta di un accesso pedonale al centro storico ad arco a tutto sesto, il transito è consentito dal lato sinistro, guardando la porta dal piazzale antistante. Sulla sommità sventolano il tricolore e la bandiera europea. Tricolore anche sulla torre di Palazzo Orsini. Più avanti due targhe marmoree ricordano la presenza di Giuseppe Garibaldi e del suo stato maggiore in una locanda attigua alla fontana dei leoni. Garibaldi soggiornò anche alcuni giorni nel Castello Orsini prima di avviarsi verso Tivoli per sciogliere la Legione. Una targa apposta in epoca fascista in parte scalpellata negli anni 40 ricordava la Campagna dell'Agro Romano per la liberazione di Roma e la Battaglia di Mentana-Monterotondo combattuta dai Garibaldini (1867) con accenni alla marcia su Roma delle camicie nere.

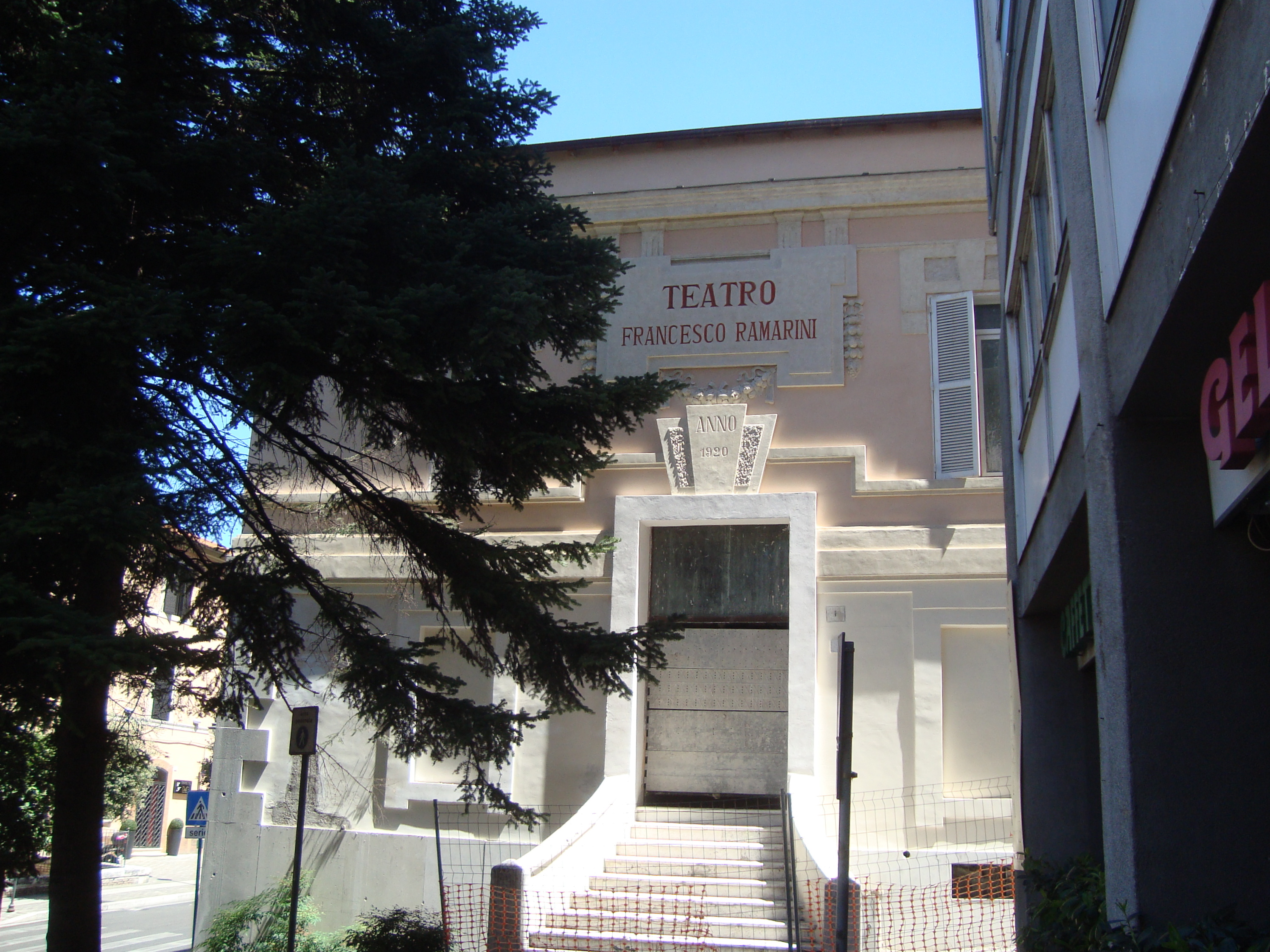
Il teatro Francesco Ramarini

- Teatro Francesco Ramarini Il teatro Francesco Ramarini fu eretto nel 1920. È stato recentemente restaurato a seguito di un incendio che ne distrusse il solaio, appiccato da maldestri ladri alla fine degli anni '80.

### Altro

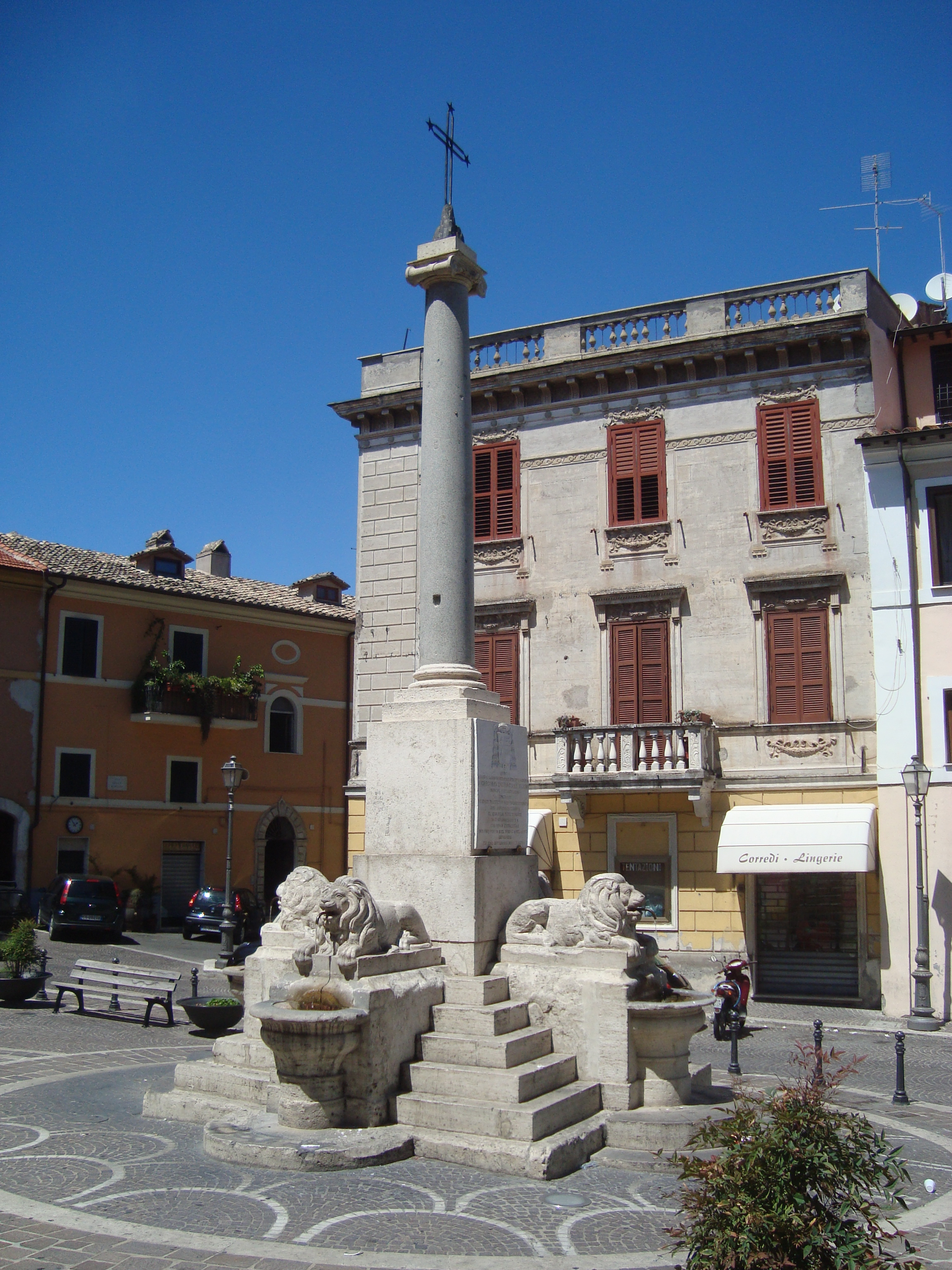
La fontana dei Leoni a piazza del Popolo

- Piazza dei Leoni - La fontana dei Leoni a piazza del Popolo La piazza rientra nella sistemazione urbanistica voluta dai Barberini. Al centro si trova la Fontana dei Leoni che ha origine da una precedente collocazione (1845) di una colonna di ordine ionico su leoni di terracotta. Nel 1927 questi ultimi sono stati sostituiti da quattro leoni di travertino scolpiti da Romeo Liberati, scultore eretino. La piazza, assieme alla fontana, è oggetto di dipinti e foto create da artisti locali. Interessante e l'acquerello che ritrae un garibaldino sulla piazza in camicia rossa ad opera di Erika Garibaldi, vedova di Ezio, nipote di Giuseppe. Una copia dell'acquerello è nel Museo di Mentana.
- Pincetto - Posto su Piazza Duomo, alla destra della Basilica, è una vera e propria terrazza panoramica. Fa da raccordo tra due differenti livelli, quello più basso della piazza e quello più alto della parte vecchia del paese. Opera del 1903 dell'ing. Luca Betti, è un interessante elemento architettonico che riprende il motivo dell'antica cinta muraria, con al centro una fontana che ha alla base una statua che raffigura i tre monti su cui è costruita la città. Sulla parete due lapidi marmoree, la prima dedicata ai caduti di Libia dettata da Raffaello Giovagnoli il 20 settembre 1913, la seconda dedicata alla memoria del fratello Fabio Giovagnoli caduto a Monterotondo nella Campagna del 1867 inaugurata il 20 settembre 1909. I cimeli dell'eroe risorgimentale (sciabola, fascia azzurra di ufficiale ed altro) sono nel Museo della Campagna dell'Agro Romano per la liberazione di Roma nella confinante Mentana.
- La Passeggiata - È un lungo viale pedonale tratto di Via Bruno Buozzi, ritrovo ogni giorno di ragazzi, ma non solo di Monterotondo, ma anche dei paesi circostanti. Nel parco della Passeggiata è presente un cippo-ossario garibaldino con i resti dei caduti nella battaglia dell'ottobre 1867 (nel 1937 trasferiti nell'Ara-Ossario di Mentana), presente anche una colonna marmorea in ricordo dei 150 militari caduti nella battaglia contro i tedeschi del 1943. C'è anche il busto del patriota Raffaello Giovagnoli, fratello di Fabio, caduto nella battaglia garibaldina per la conquista della città e ricordato con una targa in piazza Giordano Bruno (Duomo) oggi Giovanni Paolo II. In città alcune targhe marmoree che ricordano la presenza di Giuseppe Garibaldi e dei suoi Volontari dal 27 ottobre al 3 novembre 1867. Garibaldi ed Anita, in fuga da Roma dopo la caduta della Repubblica Romana, passarono da Monterotondo il 4 luglio 1849. Un frammento del pino dove si ripararono in piazza S. Maria è nel Museo Nazionale di Mentana. Di rilievo l'arco trionfale, eretto alla memoria dell'eroe dell'aria Fausto Cecconi, trasvolatore atlantico, al quale sono intitolate anche una scuola e lo stadio comunale, posto alla fine della Passeggiata.

.

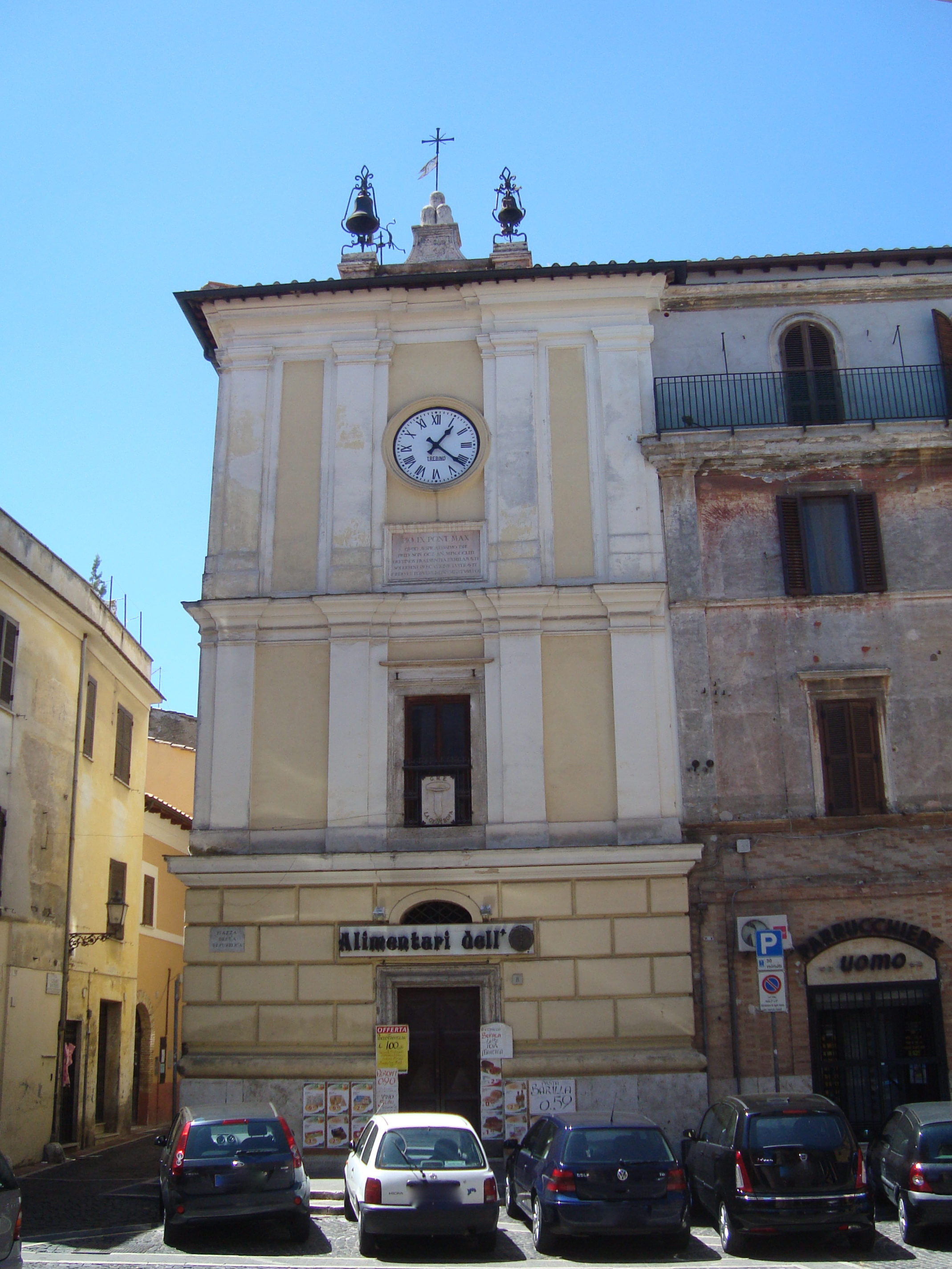
Il palazzo dell' Orologio

- Piazza dell'Orologio - Oggi Piazza della Repubblica, conserva l'antico Palazzo dell'Orologio, con un grande orologio sulla parete esterna, ed è il vecchio municipio della città detto anche Palazzo del Priore. Tale palazzo è in stile romanico-barocco. Il pavimento della piazza disegna una sottospecie di meridiana. Altri palazzi sulla piazza sono in stile pseudo rurale.

### Aree naturali
- Macchia del Barco e la Macchia della Gattaceca - È una grande riserva naturale, gestita dalla Provincia di Roma, posta tra i comuni di Monterotondo e Mentanae Sant'Angelo Romano. La flora ospita vari tipi di latifoglie tra cui olmi, ontani, larici e molti tipi di querce. La fauna invece è composta da molti tipi di uccelli, scoiattoli, ghiri, volpi e istrici. Soprattutto in estate, è il luogo ideale per manifestazioni di tipo naturalistico organizzate dai due comuni.
- Monumento Naturale “Cave di Monterotondo Scalo” Archiviato il 7 febbraio 2017 in Internet Archive.
- Riserva naturale della Marcigliana;
- Riserva naturale di Nomentum

### Siti archeologici
- Via Nomentum-Eretum - È l'area archeologica in cui si può vedere distintamente il tracciato dell'antica via Nomentana tra Eretum e Nomentum. Durante tutto l'anno si può visitare il sito grazie alle visite organizzate dalla sede di Monterotondo-Mentana dell'Archeoclub Italia.

### Parchi Pubblici
- Parco Cento Passi, dedicato a Peppino Impastato, sito in viale Bruno Buozzi.
- Parco Arcobaleno, detto Ex-omni, sito in via Kennedy.
- Giardino del Cigno, sito davanti al palazzo comunale, in piazza Angelo Frammartino.
- Parco ZeroSei, sito in via Adige, è un parco inclusivo adatto a bambini dall'età di zero a sei anni.[9] Grazie ai suoi criteri di inclusività ogni bambino speciale può giocare serenamente, socializzando con gli altri bambini poiché le barriere architettoniche sono inesistenti.

## Società

### Evoluzione demografica
Abitanti censiti

### Etnie e minoranze straniere
Secondo i dati ISTAT al 31 dicembre 2010 la popolazione straniera residente era di 3.962 persone. Le nazionalità maggiormente rappresentate in base alla loro percentuale sul totale della popolazione residente erano:
- Romania 2.132 5,39%

### Istituzioni, enti
La struttura sanitaria del comune è l'Ospedale Santissimo Gonfalone.

## Cultura

### Istruzione

#### Scuole
Oltre alle scuole dell'infanzia, elementari e medie vi sono diversi istituti di istruzione superiore quali il liceo classico, linguistico e delle scienze umane Catullo, il liceo scientifico Giuseppe Peano, l'IIS "Piazza della Resistenza"; la cui sede centrale (plesso Gerolamo Cardano) offre gli indirizzi di: elettronica, elettrotecnica e meccanica, afferisce allo stesso istituto il liceo scientifico delle scienze applicate e, nella sede associata sita in Via Tirso, offre il percorso di studi di ragioneria e geometri, il C.T.F. Don L. Di Liegro ex Enfap, l'istituto artistico I.I.S. Angelo Frammartino (ex I.P.S.S.C.T.P. Marco Polo), il Liceo Linguistico paritario delle Arti e dello Spettacolo 'Alberto Sordi' e l'Istituto Tecnico Aeronautico paritario 'Santa Maria'.

#### Biblioteche
Biblioteca comunale Paolo Angelani

#### Ricerca

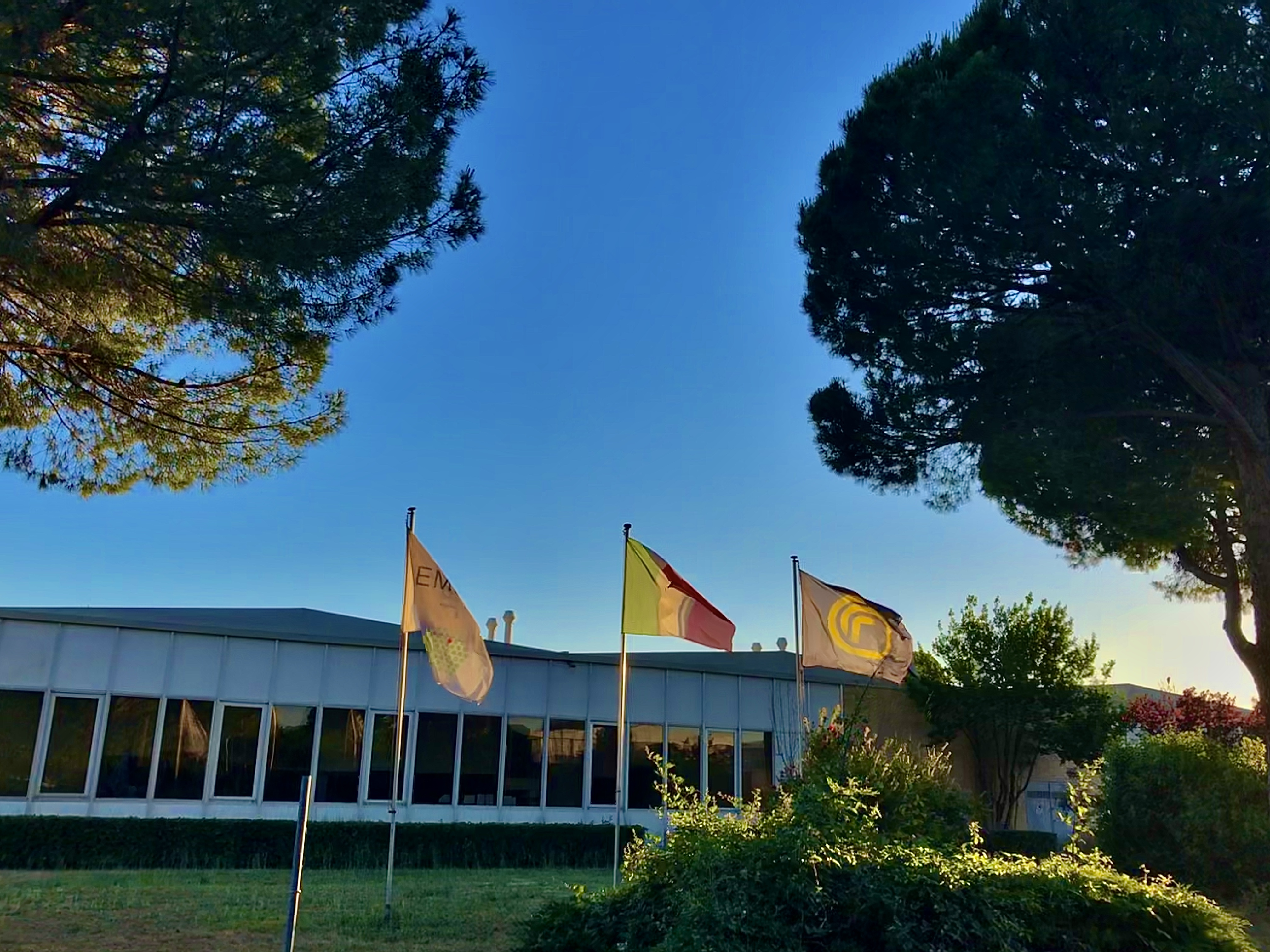
EMBL Rome.

Sede italiana dell'European Molecular Biology Laboratory, dedicata all'epigenetica e alla neurobiologia.

#### Musei
- Museo Archeologico Territoriale - Il museo, fondato nel maggio 2003, comprende materiale recuperato da carabinieri, polizia e guardia di finanza da scavi clandestini sul territorio circostante e nel corso dei lavori della Società Autostrade per la realizzazione della bretella Fiano-S. Cesareo in seguito a denunce documentate dalla locale Associazione della Stampa. Il percorso museale si divide in 4 sale e comprende ceramiche di Crustumerium, buccheri in stile etrusco di varia provenienza, teste in marmo o travertino provenienti da Eretum e Nomentum. Di particolare interesse anche 3 ricostruzioni di tombe con scheletri o frammenti di scheletri ritrovati a Nomentum ed un modellino-plastico raffigurante una capanna preromana di Fidenae.
- Museo storico - Il secondo museo, inaugurato il 5 luglio 2016, ha sede nella nuova Torre Civica dello Scalo e rappresenta un continuum con quello archeologico territoriale. Infatti riprende la descrizione delle vicende e della storia di Monterotondo dall'Unità d'Italia fino al 1994.

Presenta un'esposizione di reperti, documenti, installazioni multimediali sulle trasformazioni urbane e socio-culturali di Monterotondo Scalo, la memoria delle Fornaci di laterizi, l'identità di quartiere.
È strutturato in due sezioni: "Abitare la Memoria" e "Il Senso dei Luoghi".
Conserva ed espone l'archivio storico della Città di Monterotondo:

### Media

#### Stampa
- In Città. quotidiano telematico di informazione locale
- Monterotondo Oggi, periodico d'informazione mensile con sede a Monterotondo
- Il Tiburno

#### Radio
- Radio Suby

Teatro
Teatro comunale Francesco Ramarini

### Eventi
- "Fasti d'autunno"- Celebre festa stile Rinascimentale con spettacoli a cura dell'"Associazione Culturale Clarice Orsini".
- Sant'Antonio- Festa dedicata a Sant'Antonio Abate, con benedizione mattutina degli animali a messa, celebre "cavalcata" e Torciata la sera, con spettacoli pirotecnici a cura ogni anno di un "signore del Santo" diverso e supportato dalla "Pia Unione".
- Festeggiamenti Mariani nel mese di Maggio.
- "Estate Eretina"- serie di eventi articolati durante l'estate, dal cinema all'aperto, spettacoli dal vivo, concerti e stand gastronomici.

## Geografia antropica

### Urbanistica
Il centro del paese si sviluppa ai lati della Via Nomentana. Vi si trovano i maggiori servizi cittadini, nonché la sede comunale e le maggiori attività commerciali. Come rappresenta lo stemma della città, coniato dagli Orsini, è posto su tre colli e sulla valle che da questi discende. A sua volta si divide in diversi rioni: Centro Storico, Santa Maria, San Rocco, Cappuccini, Crocetta Spinedi, Toffarelle, La Fonte, San Matteo, San Luigi e San Martino.
Monterotondo può essere suddivisa in due macroaree: Monterotondo Paese e Monterotondo Scalo

### Suddivisioni storiche
- Il Centro Storico - È il cuore antico della cittadina ed è sito su un'altura che, come avviene in altri casi simili in area sabina (Poggio Mirteto, Palombara, Collalto sabino, Montelibretti, Montopoli...), nel medioevo ha dato il nome all'abitato. I primi abitanti si stabilirono sull'altura sicuramente prima dell'XI secolo probabilmente in relazione ad un complesso agricolo-difensivo già esistente (la Villa di Campo Rotondo nei pressi di Grotta Marozza citata nei documenti medievali).
- Seguirono le fasi dell'incastellamento che, insieme al coinvolgimento delle potenze baronali di Roma, i Capocci primi "signori" in enfiteusi, ed in particolar modo della famiglia Orsini, diedero vita al Castrum Montis Rotundi che ritroviamo citato nell'atto di divisione dei beni di Matteo Rosso Orsini del 1286. Le case sono nella maggior parte in stile romanico rurale, originariamente a due piani con scale esterne e profferlo aggettante in facciata. In alcuni casi è ancora possibile ammirare qualche esempio di costruzione duecentesca di questo tipo come via Arcangelo Federici e via Rossini. La parte seicentesca del quartiere, denominata Borgo e costituita dall'asse Piazza Duomo-via Cavour-Piazza del Popolo, è quella più frequentata e quella dove sono concentrate le attività commerciali e dove si svolgono importanti manifestazioni commerciali e culturali, come il mercatino dell'antiquariato. Anticamente si trovava in questo quartiere la chiesa di Sant'Ilario, distrutta nel terremoto della Marsica del 1915, di cui recentemente (2006) sono riemersi i ruderi.[15]
Recentemente sono partiti alcuni lavori di restauro volti a riqualificare lo stato di alcune vie minori del centro storico. L'abitato era anticamente cinto da mura di difesa e vi si accedeva attraverso quattro porte (tre delle quali sono scomparse). Oggi è circondato da un anello viario, chiamato Circonvallazione, costituito da viale Giacomo Matteotti, viale Vincenzo Federici e viale Giuseppe Serrecchia.
- Santa Maria - Altro rione storico del paese, prende il nome dalla chiesa della Madonna delle Grazie (la più vecchia, attestata in base ai censimenti della Sede suburbicaria di Sabina-Poggio Mirteto attorno al IV/X secolo). Vi è anche l'Istituto Angelo Frammartino inserito in quella che fu la palazzina dell'ONMI, Opera Nazionale Maternità e Infanzia. Tra i nati nel complesso sanitario il brigatista Renato Curcio, 23 settembre 1941. Interessante il parco ONMI oggi chiamato "Arcobaleno" nel quale è sistemato il centro anziani comunale. Alcune scuole lo usano come palestra all'aperto ed è spesso sede di feste o di associazioni. La parte vecchia è costituita dall'asse via Edmondo Riva-piazza Santa Maria delle Grazie da cui si dipartono vie minori.
- Cappuccini - È la zona adiacente al convento dei Cappuccini, il quale ospita attività culturali in collaborazione con alcune scuole eretine e un bosco sito d'incontri e di aggregazione, soprattutto d'estate per via del refrigerio che porta la copertura arborea. È uno dei rioni storici che compongono il centro cittadino ed è prettamente residenziale. Si sviluppa lungo viale Fausto Cecconi, ultimo tratto viale Bruno Buozzi e via Pietro Nenni. Lungo il tratto urbano della Nomentana si può trovare: il Centro Commerciale di Monterotondo (costruito da pochi anni); il quale è meta di importanti attività commerciali e di attività culturali e di svago nonché uno dei principali luoghi di incontro tra giovani, oltre al vicino, ed anch'esso recentissimo, McDonald's di Monterotondo. Forma un unico rione con i luoghi denominati San Matteo, Sant'Angelo e La Torraccia.
- Spinedi - Si trova presso la chiesa di Gesù Operaio ed è una zona abbastanza recente con grandi ville. Zona agricola fino agli anni '60, è abitata perlopiù da popolazione di origine abruzzese. In via Tirso ha sede l'Istituto tecnico per ragionieri e per geometri ITCG Via Tirso, associato con l'Istituto Superiore Piazza della Resistenza 1 (ex Cardano). In piazza Gandhi in estate, grazie al comitato, ha luogo la sagra dello spiedino. Un'altra festa organizzata dalla parrocchia di Gesù Operaio è San Gabriele il secondo fine settimana di settembre. Forma un unico Rione con le Tufarelle (anticamente Toffarelle), che è la zona antistante il Cimitero vecchio, e il Rione La Fonte, anch'esso prettamente residenziale, in cui si trovano i più importanti impianti sportivi cittadini, come lo Stadio Fausto Cecconi e lo Stadio del Nuoto, nonché sede di istituti scolastici.

### Frazioni e località
- Monterotondo Scalo: si sviluppò in seguito alla costruzione della stazione ferroviaria che fu inaugurata il 28 aprile del 1864. Posta sulla via Salaria rappresenta il punto d'unione di quest'ultima con la via Nomentana. All'inizio fu un coagulo di modeste abitazioni in stile rurale e fattorie poste sulla riva sinistra del Tevere, trasformata negli anni in zona residenziale e commerciale. Negli anni '50 fu costruita una nuova chiesa parrocchiale per la crescente popolazione. Venne inaugurata così la chiesa di Santa Maria del Carmine, in stile moderno, mentre il santo patrono è San Michele Arcangelo che si festeggia il 29 settembre.
- Pie' di Costa: si trova ai piedi della costa delle colline che si affacciano lungo la valle del Tevere, nella parte di territorio ad ovest del comune. Nata essenzialmente come coagulo di modeste abitazioni rurali che sono state in seguito riassorbite dall'edilizia successiva, è oggi parte della zona di Monterotondo Scalo ed è una zona a vocazione commerciale. È la porta d'ingresso alla città, posta interamente sulla via Salaria e sul vecchio tracciato della Nomentana, che prende il nome di via Monti Sabini.
- Grotta Marozza: località di campagna dove sono siti i ruderi di un centro abitato risalente al X° secolo sulla cima d'un colle che domina la bassa sabina, la Valle del Tevere, l'agro falisco-capenate, fino a scorgere in lontananza i monti Tiburtini e Prenestini
- Tor Mancina: è una zona agricola e verdeggiante posta a nord-est del comune. Pressoché disabitata, vi si accede attraverso vie private. È importante per la sede di un comprensorio di studi agro-zootecnici del CNR come l'istituto di geologia ambientale e geoingegneria, l'istituto di ricerca sulle acque, l'istituto sull'inquinamento atmosferico, l'istituto di metodologie inorganiche e dei plasmi, l'istituto di metodologie chimiche, l'istituto di studi sulle civiltà italiche e del mediterraneo antico e l'istituto di biologia cellulare.

## Economia

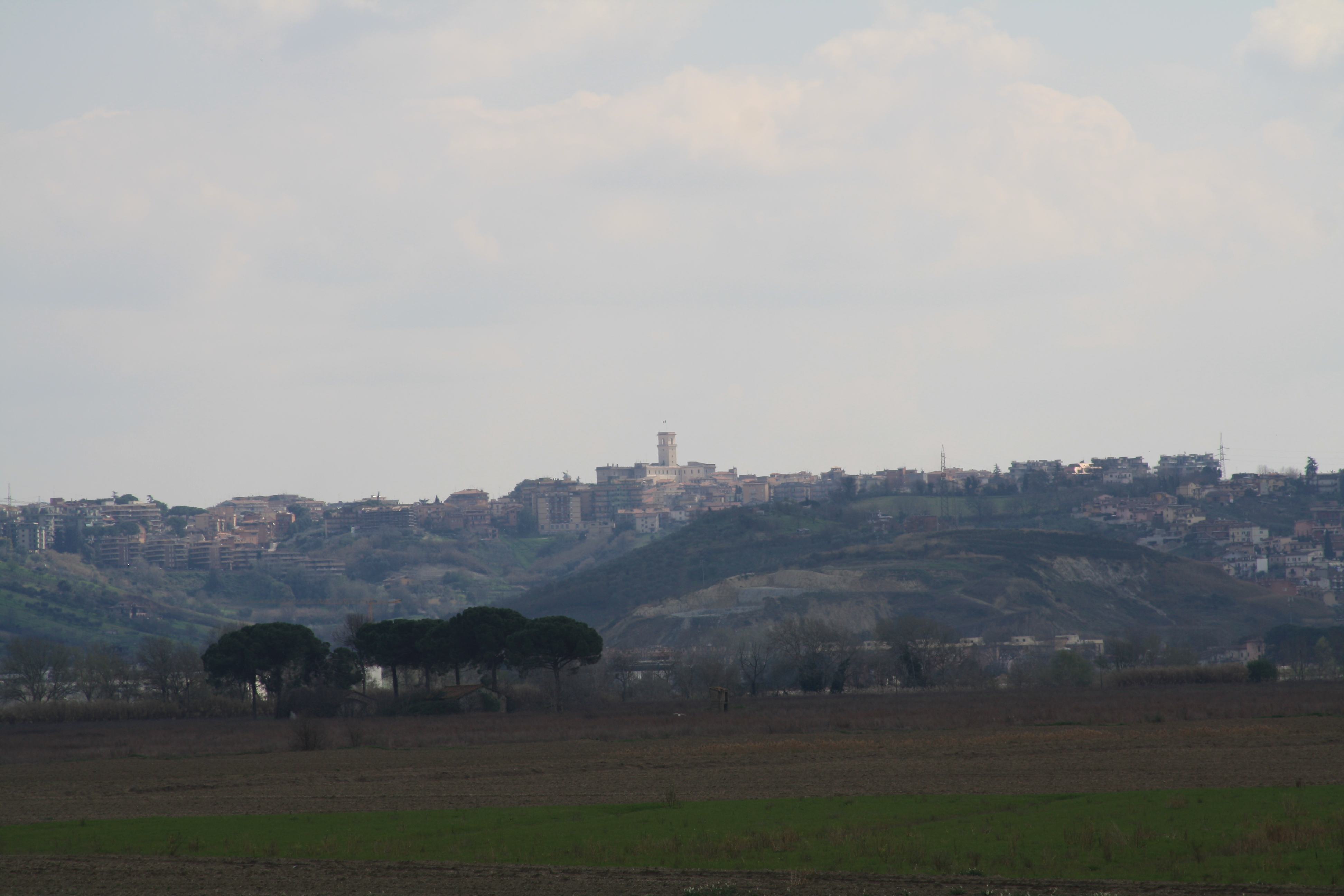
Monterotondo visto dalla valle del Tevere. Al centro la torre del Palazzo Orsini Barberini (municipio).

Monterotondo è da sempre terra di Lavoro. Fino agli anni '50 dello scorso secolo la popolazione era perlopiù impegnata del settore primario ed il centro era poco più di un borgo. Con il boom economico degli anni '60 e '70 esploso in tutta Italia, la popolazione è aumentata grazie al notevole afflusso di popolazione da regioni come Marche, Umbria e Abruzzo che hanno trovato posto nella comunità monterotondese, facendo quindi anche espandere il paese. I migranti erano attratti soprattutto dai molti posti di lavoro che Monterotondo offriva. Infatti nella zona delle Fornaci e Valle Ricca, ma anche sulla via Salaria, vennero costruite diverse fabbriche, soprattutto fornaci, specializzate nella lavorazione di mattoni, ceramiche e laterizi. I migranti umbri, marchigiani ed abruzzesi ampliarono il paese costruendo quei rioni che sono conosciuti oggi come Spinedi e Borgonovo. Il boom industriale si esaurisce, come nel resto d'Italia, alla fine degli anni '80. La città quindi si riconverte e diventa un centro del terziario. L'industria occupa ancora una voce non poco significativa per l'economia del paese. Infatti nella Valle del Tevere, tra la via Salaria e la Traversa del Grillo, è sita la nuova Zona industriale che ospita, oltre a fabbriche locali, filiali di grandi aziende nazionali e internazionali.
Il comune di Monterotondo è al centro di un vasto territorio che si trova geograficamente nella bassa Sabina, lungo la riva sinistra del Tevere ed è quindi un centro in movimento essendo dotata di molti servizi fondamentali (come per esempio scuole superiori, ospedale, distretto sanitario, associazioni di categoria, stazione FS ecc.) non solo utili per i suoi abitanti ma anche per i centri del circondario. Essendo anche ben collegato con Roma (via Salaria sulla linea Rieti-Roma) è anche crescente il fenomeno del pendolarismo verso l'Urbe

### Agricoltura
È uno dei comuni della città metropolitana di Roma Capitale il cui territorio è compreso nell'area di produzione dell'Olio di Sabina (DOP).

### Artigianato
Tra le attività economiche più tradizionali, diffuse e rinomate vi sono quelle artigianali, come l'estrazione e la lavorazione del travertino, finalizzata ai settori dell'edilizia ed a quelli artistici.

## Infrastrutture e trasporti
Centro radio-collegamenti del ministero degli Interni

### Strade
- Strada statale 4 Via Salaria, collega Monterotondo a Roma e Rieti.
- strada statale 730 del Nucleo Industriale di Monterotondo collega la zona industriale e Monterotondo Alto, al casello autostradale Castelnuovo di Porto dell' A1 e all'odierna Via Tiberina
- Strada Provinciale 22a via Nomentana, collega Monterotondo a Mentana, Fonte Nuova e alle località limitrofe.
- La SP 18/a Traversa del Grillo permette di raggiungere i comuni limitrofi della Valle del Tevere come Fiano Romano, Capena, Morlupoecc.
- La SP 24/b Via di Castelchiodato, successivamente Via del pisciarello, permette di raggiungere Castelchiodato, Palombara Sabina Moricone, Sant'Angelo ecc...
- La SP 2/f via delle Fornaci-Valle Ricca permette di raggiungere la via Salaria in località Valle Ricca. È chiamata così in quanto vi sorgevano le principali fornaci di laterizi eretine nate nel primo dopo guerra, alcune delle quali ancora attive.
- La SP 25/b (comunemente nota come Lo Stradone) è una strada a scorrimento veloce, inaugurata nell'ottobre del 2002 per decongestionare il centro cittadino dal traffico a lunga percorrenza proveniente da Mentana e diretto alla via Salaria. Il km 0 è posto all'intersezione con la Nomentana e si snoda per più di 5 km nella campagna eretina, andando ad intersecare varie strade urbane ed extraurbane, per poi confluire nella SP 18/a Traversa del Grillo nei pressi di San Martino e nella Via Salaria presso l'osteria della fortuna. È costeggiata da una pista ciclabile fino alla chiesa di San Martino

### Ferrovie
La Stazione di Monterotondo-Mentana, aperta nell'ottobre 1867 (la scritta del Comune confinante per anni sul fabbricato della Stazione FS è sparita al termine di un recente restauro), consta di 3 banchine, per complessivi 4 binari nonché di due parcheggi di proprietà della provincia di Roma, in dotazione al comune di Monterotondo.
Fanno scalo a Monterotondo-Mentana la linea FL1 (ferrovia regionale del Lazio) (Orte - Fara Sabina/Poggio Mirteto - Fiumicino Aeroporto) e alcune corse della FL3 (5 al mattino e due al pomeriggio verso Roma, viceversa verso Rieti), con corse dirette a Cesano, Bracciano o Viterbo Porta Romana

### Autolinee urbane ed extraurbane
Monterotondo è raggiungibile attraverso le linee Cotral del servizio di trasporto pubblico della Regione Lazio, che lo collegano a Roma, Mentana, Rieti, Palombara Sabina, Passo Corese, Montelibretti, Moricone, ecc. Sempre il Cotral gestisce la navetta locale, che collega i comuni di Mentana e Fonte Nuova, e le loro frazioni, alla stazione FS di Monterotondo.
Essendo la città polo didattico con numerosi licei e istituti di istruzione superiore, durante il periodo scolastico sono attive altre linee extraurbane sempre gestite da Cotral, mentre quelle esistenti fanno un percorso differente in alcune fasce orarie.
Sono presenti anche 4 autolinee urbane gestite dalla ditta Rossi Bus.

## Amministrazione

Il gonfalone comunale

| Periodo        | Periodo        | Primo cittadino  | Partito                                                          | Carica               | Note   |
| -------------- | -------------- | ---------------- | ---------------------------------------------------------------- | -------------------- | ------ |
| 25 luglio 1990 | 8 maggio 1995  | Carlo Lucherini  | PCI (fino al 1991) PDS (dal 1991)                                | Sindaco              | [ 17 ] |
| 8 maggio 1995  | 14 giugno 1999 | Carlo Lucherini  | PDS                                                              | Sindaco              | [ 18 ] |
| 14 giugno 1999 | 14 giugno 2004 | Antonino Lupi    | Liste civiche di centro-sinistra                                 | Sindaco              | [ 19 ] |
| 14 giugno 2004 | 8 giugno 2009  | Antonino Lupi    | Liste civiche di centro-sinistra                                 | Sindaco              | [ 20 ] |
| 8 giugno 2009  | 29 maggio 2014 | Mauro Alessandri | Liste civiche di centro-sinistra                                 | Sindaco              | [ 21 ] |
| 29 maggio 2014 | 30 marzo 2018  | Mauro Alessandri | Coalizione di centro-sinistra (L.Civiche-IdV-PD-PRC-SEL)         | Sindaco              | [ 22 ] |
| 31 marzo 2018  | 12 giugno 2019 | Antonino Lupi    |                                                                  | Vicesindaco reggente | [ 23 ] |
| 12 giugno 2019 | 13 giugno 2024 | Riccardo Varone  | Coalizione di centro-sinistra (L.Civiche-+Eu-DemoS-PD-FdV-InC)   | Sindaco              | [ 24 ] |
| 14 giugno 2024 | in carica      | Riccardo Varone  | Coalizione di centro-sinistra (AVS-DemoS-IV-L.Civiche-Az-+Eu-PD) | Sindaco              | [ 25 ] |

## Sport

### Atletica leggera
- Ippolife SSD ARL[26]
- ASD Atletico Monterotondo[26]
- Podistica Eretum[26]

### Calcio

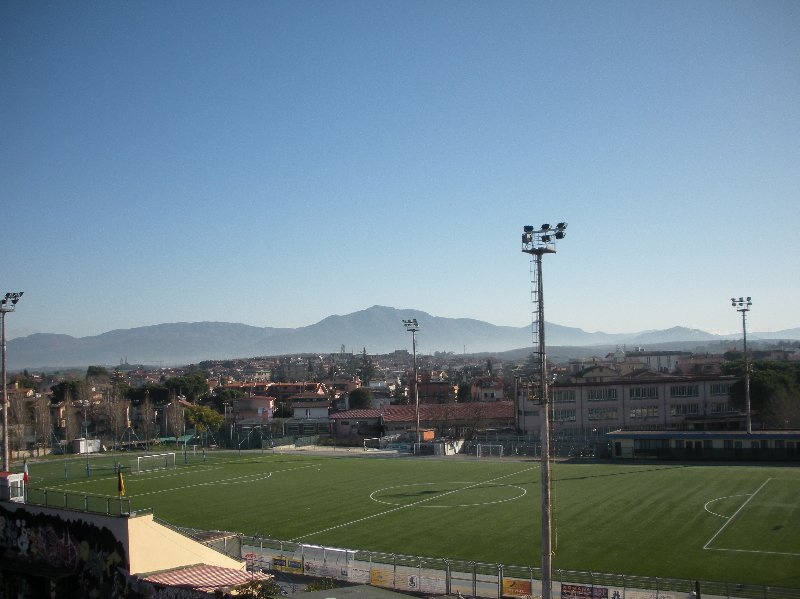
Monterotondo: Lo stadio comunale Fausto Cecconi in località Pratone.

Attualmente sono presenti le seguenti squadre:
- Eretum Monterotondo che dal 2020 non ha più iscritto la prima squadra maschile a nessuna competizione, continua le proprie attività con il settore giovanile e con la compagine femminile che milita nel campionato di Eccellenza.
- Real Monterotondo Scalo che nel campionato 2023-2024, milita in Serie D.[27]
- ASD Monterotondo 1935 che nel campionato 2024-2025 milita in Promozione, e il Castrum Monterotondo che milita nel campionato 2023-2024 in Prima categoria;

### Calcio a 5
Nella frazione di PiediCosta gioca la squadra di calcio a 5 a.s.d. A.S.D. Play Time Monterotondo, i cui colori sociali sono il verde, il bianco e il rosso in onore al tricolore Italiano. La squadra milita in Serie D calcio a 5.

### Nuoto
È di recente inaugurazione lo stadio del nuoto "Paolo Roghi", la piscina comunale olimpionica in località Pratone che durante i campionati di Roma '09 ha ospitato gli allenamenti di alcune nazionali di nuoto come USA e Australia. Inoltre ha ospitato (il 14 luglio del 2009) un'amichevole di pallanuoto tra le formazioni femminili di Stati Uniti e Italia con il risultato di 8 a 8. L'evento era completamente gratuito. L'impianto costruito con i finanziamenti da parte della Regione ha costituito il vecchio impianto ormai logoro e vecchio. I lavori si sono svolti in più di 4 anni con disagi per gli amanti di questo sport nella città eretina che hanno visto completamente chiuso l'unico impianto pubblico cittadino, rivolgendosi a strutture limitrofe.

### Pallavolo
- Volley Team Monterotondo che nel 2024-2025 milita nel campionato maschile di Serie D.[28]

Basket
Virtus Basket Monterotondo, milita nel campionato di Promozione
Pallanuoto
Rari Nantes Vis Nova Monterotondo

### Impianti sportivi

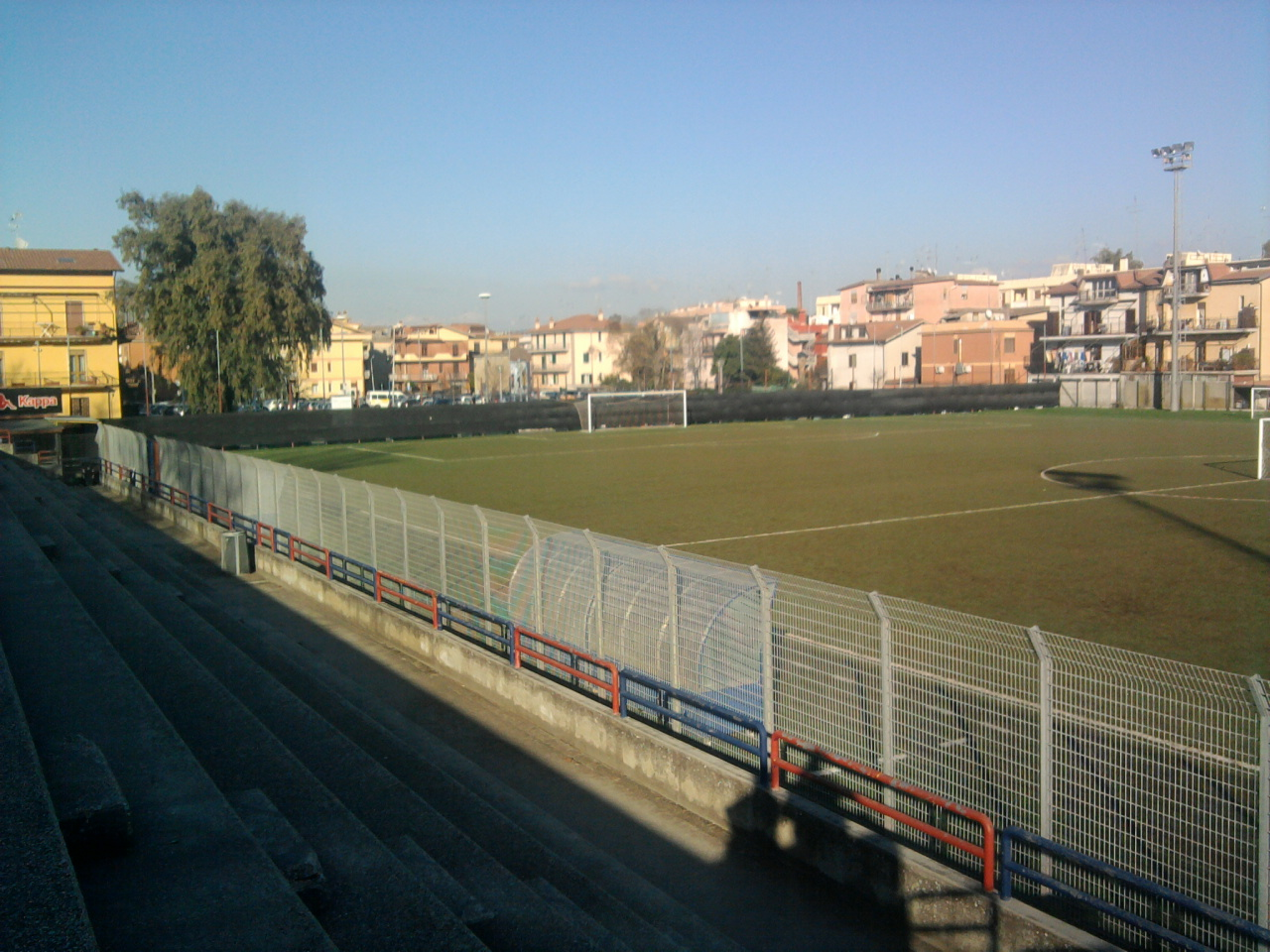
Lo Stadio Ottavio Pierangeli

- Stadio "Fausto Cecconi"
- Stadio "Ottavio Pierangeli"
- Stadio del Nuoto "Paolo Roghi"
- Palazzetto dello Sport
- Palazzetto della "Pro Juventute"
- Pista ciclabile con area fitness